# GWR Victoria Class
GWR Victoria Class — тип пассажирских паровозов с осевой формулой 1-2-0, спроектированных для широкой колеи Большой западной железной дороги Дениэлом Гучем и построенных на Суиндонском заводе компании в количестве 18 единиц двумя партиями между августом 1856 и маем 1864 года. Все паровозы этого типа были списаны в 1876—1880 годах.
Первые восемь паровозов были названы в честь действующих глав государств, остальные — в честь выдающихся инженеров, начиная с создателя дороги Изамбарда Кингдома Брюнеля. Так же именовались последовавшие за типом «Виктория» паровозы типа «Хоуторн».
| Имя             | Построен | Списан | Примечания |
| --------------- | -------- | ------ | --- |
| Абдул-Меджид    | 1856     | 1877   | |
| Александр       | 1856     | 1878   | |
| Бриндли         | 1863     | 1879   | |
| Брюнель         | 1863     | 1879   | 11 мая 1872 года провёл последний ширококолейный поезд в Уэльсе.                                               |
| Фултон          | 1863     | 1876   | |
| Леопольд        | 1856     | 1877   | |
| Лок             | 1863     | 1881   | |
| Наполеон        | 1856     | 1880   | |
| Оскар           | 1856     | 1880   | |
| Оттон           | 1856     | 1880   | |
| Ренни           | 1863     | 1878   | |
| Смитон          | 1863     | 1877   | |
| Стефенсон       | 1863     | 1878   | |
| Телфорд         | 1863     | 1879   | |
| Тревитик        | 1863     | 1878   | |
| Виктор Эммануил | 1856     | 1878   | |
| Виктория        | 1856     | 1879   | 26 августа 1862 года после спуска к станции Уэймут не смог затормозить, протаранил тупик и выкатился на улицу. |
| Уатт            | 1863     | 1880   | |